# Crespin (Tarn)
Crespin (okzitanisch gleichlautend) ist eine französische Gemeinde mit 101 Einwohnern (Stand: 1. Januar 2022) im Département Tarn in der Region Okzitanien (vor 2016: Midi-Pyrénées). Crespin gehört zum Arrondissement Albi und zum Kanton Carmaux-1 Le Ségala (bis 2015: Kanton Valderiès). 

## Geographie
Crespin liegt etwa 17 Kilometer nordöstlich von Albi. Der Cérou begrenzt die Gemeinde im Süden. Umgeben wird Crespin von den Nachbargemeinden Moularès im Norden, Montauriol im Norden und Nordosten, Lacapelle-Pinet im Nordosten, Padiès im Osten, Andouque im Süden sowie Saint-Jean-de-Marcel im Westen.

## Bevölkerungsentwicklung
| 1962                      | 1968 | 1975 | 1982 | 1990 | 1999 | 2006 | 2013 |
| ------------------------- | ---- | ---- | ---- | ---- | ---- | ---- | ---- |
| 240                       | 223  | 183  | 186  | 140  | 121  | 122  | 124  |
| Quelle: Cassini und INSEE |      |      |      |      |      |      |      |